# Ramiro II de Monzón
Pour les articles homonymes, voir Ramiro II et Monzón (homonymie).
 (mars 2025).
Ramiro II, († 1116) sire de Monzón. 
Fils de Sanche de Uncastillo (fils naturel de García IV de Navarre) et de Constance de Maranon.
Ramiro II, sire de Monzon épousa en 1087 Christine de Bivar, fille de Rodrigo Díaz de Vivar (El Cid Campeador) et de Chimène de Oviedo.
De cette union naquirent :
- García V de Navarre ;
- Sancho Ramírez de Navarre, Señor de Peñacerrada, Arellano y Puellas. Il a épousé Elvira Gomez ;
- Alphonse († 1164), sire de Castroviejo ;
- Elvire (†1163), en 1115 elle épousa Ladron d'Alava, en 1137 elle épousa Rodrigue de Manzanedo.